# Comuna Horoveț, Slavuta
Horoveț (în ucraineană Хоровець) este o comună în raionul Slavuta, regiunea Hmelnîțkîi, Ucraina, formată din satele Horoveț (reședința), Huta și Pașukî.

## Demografie
Componența lingvistică a comunei Horoveț
     Ucraineană (99,46%)
     Alte limbi (0,55%)
Conform recensământului din 2001, majoritatea populației comunei Horoveț era vorbitoare de ucraineană (99,46%), existând în minoritate și vorbitori de alte limbi.